# Пансион за кучета (филм)
„Пансион за кучета“ е български игрален филм (драма) от 1999 година на режисьора Стефан Командарев, по сценарий на Юрий Дачев. Оператор е Владимир Михайлов. Музиката за филма е написана от Стефан Вълдобрев, който получава Награда за филмов дебют за музика на Националния филмов фестивал „Златна роза“ във Варна (2000 г.). Продуцент е Христофор Божилов, който получава Наградата на Бояна Филм за най-добър продуцент на XXIV Националeн филмов фестивал „Златна роза“ Варна (2000 г.). През 2001 г. филмът е в селекцията на кинофестивала Берлинале.

## Сюжет
Божана, бивша треторазредна певица, обитава запусната вила на брега на морето, превърната в пансион за безпризорни кучета. Филип, лекар в миналото, се грижи за вилата и нейната „господарка“, която обича. Една вечер при тях попада съвсем случайно Виктор, който е дошъл с група приятели да наблюдава слънчевото затъмнение. Божана се влюбва в него, но любовта им е невъзможна.

## Актьорски състав
- Илка Зафирова – Божана Граматикова, наричана още „Божана Божествената“
- Николай Бинев – Филип
- Петър Антонов – Виктор
- Валентин Танев – Пътникът
- Ицхак Финци – Чаплин
- Христо Мутафчиев – Татуираният крадец
- Георги Къркеланов – Приятел на татуирания
- Васил Василев-Зуека – Акордеонистът
- Васил Димитров – Цигуларят
- Симеон Щерев – Флейтистът
- Досьо Досев – Тубистът
- Йоана Буковска – Момиче
- Ирини Жамбонас – Момиче

## Награди
- Награда за филмов дебют, (Варна, 2000).
- Наградата на Стефан Вълдобрев за музиката към филма на 24 ФБФ „Златна роза“, (Варна, 2000).
- Наградата на Борда на директорите на Бояна филм ЕАД за продуцентство на Христофор Божилов на 24 ФБФ „Златна роза“, (Варна, 2000).
- Специална награда и Диплом на Община Попово за операторски дебют на оператора Владимир Михайлов на Втория национален фестивал за операторско майсторство в памет на Димо Коларов, (Попово, 2000).